# Девід Макклелланд
Девід Кларенс Макклелланд (англ. David Clarence McClelland; 20 травня 1917 — 27 березня 1998) — американський психолог, автор теорії потреб, розробник нової методики оцінки для тематичного апперцептивного тесту, професор психології.

## Життєпис
Девід Кларенс Макклелланд народився 20 травня 1917 року в місті Маунт-Вернон, штат Нью-Йорк. У 1938 році закінчив Весліанський університет зі ступенем бакалавра психології. У 1939 році здобув ступінь магістра в Міссурійському університеті. Докторську дисертацію захистив у 1941 році в Єльському університеті. Одним з наукових керівників Макклелланда був Кларк Халл.
Після закінчення навчання Макклелланд працював в Коннектикутському коледжі, а потім професором у Весліанському університеті. У 1956 році Макклелланд стає професором Гарвардського університету і залишається на цій посаді до відставки в 1987 році. Після цього він приймає посаду почесного професора в Бостонському університеті, на якій залишається до кінця життя.
Макклелланд опублікував кілька книг, в тому числі «Мотивація досягнення» (англ. The Achievement Motive) і «Товариство досягнення» (англ. The Achieving Society). У 1958 році він отримав Грант Ґуґґенгайма.
У 1963 році Девід Макклелланд створює компанію McBer, відчутно допомагає консультаційними послугами в підборі та навчанні персоналу. У тому ж році Національна асоціація освіти приймає його пропозиції щодо поліпшення мотивації учнів. У 1973 році Макклелланд публікує в журналі American Psychologist статтю з критикою IQ-тестів і особистісних тестів, доводячи їх низьку ефективність і пропонує натомість оцінку компетенцій. Ця методика згодом стала стандартною у багатьох компаніях.

## Наукові ідеї
У 1940-і роки Девід Макклелланд за допомогою тематичного апперцептивного тесту, створеного в 1930-і роки Генрі Мюрреєм і Крістіаном Морган, вивчав людські спонукання і виділив три групи першорядних мотивів:
- мотивацію досягнення;
- мотивацію причетності;
- мотивацію влади.

Подальші дослідження показали, що вмотивованість працівника важливіше наявних у нього практичних навичок. Навчання мотивованого співробітника приносить кращий результат, що знайшло відображення у фразі:
Навіть індика можна навчити лазити по деревах, але краще все-таки для цих цілей найняти білку.
 Також Макклелланд прийшов до гіпотези, що мотивація досягнення лежить в основі економічного процвітання. Ця думка була викладена в роботі «Суспільство досягнення».

## Особисте життя
Девід Макклелланд був одружений двічі. Перша дружина, Мері Шарплесс-Макклелланд, померла у 1980 році; друга, Меріан Адамс-Макклелланд, залишилася вдовою. Також мав п'ять дочок: Кетрін, Сара, Джейбез, Майра, Аша — і двох синів: Ніколас, Марблхед.

## Вибрана бібліографія
- Personality (1951)
- «Мотивація досягнення» (англ. The Achievement Motive, 1953)
- «Суспільство досягнення» (англ. The Achieving Society, 1961)
- The Roots of Consciousness (1964)
- Toward A Theory Of Motivation Acquisition (1965)
- Power: The Inner Experience (1975)
- Managing Motivation to Expand Human Freedom (1978)
- «Мотивація людини» (англ. Human Motivation, 1987)